# SD GUNDAM G世代
SD GUNDAM G世代是萬代發售的以SD造形機動戰士之戰略遊戲系列，簡稱「G世代」、「GGEN」。以超級任天堂晚期推出的雙匣帶遊戲《SD高達世代》為基礎開發的遊戲系列。

## 系列的特徵
最早期版本為超級任天堂遊戲《SD高達世代》，當中透過俘虜、開發、合成設計圖等方式收集機體的玩法，亦為往後所有系列所繼承（早期《G世代》中，敵我陣營都擁有被四座炮台包圍的「基地」，基地被敵機入侵便等同Game Over、每部機體只有四招等設計，即使《G世代》續作已陸續廢除，然而亦反映出《G世代》與《SD高達世代》的繼承關係。）
而在掌上主機系列可以養成駕駛員利用補給點來補充或強化自軍的機體，另外取自GUNDAM系列作品（包括MSV，小說及其延伸遊戲）的著名台詞——「ID command」也是一大賣點。
以下為方便記述，會將系列作以開發商「TOM CREATE」及「Vanguard」作分類。

## 系列作

### TOM CREATE系列

#### SD鋼彈世代
1996年發售的超級任天堂遊戲，是《SD鋼彈世代》首部作品。是超任晚期推出之雙匣帶遊戲系列之一，定下以收集機體為遊戲特色的基礎。

##### 登場作品
- 機動戰士GUNDAM
- 機動戰士Z GUNDAM
- 機動戰士GUNDAM ZZ
- 機動戰士GUNDAM 逆襲的夏亞
- 機動戰士GUNDAM F91
- 機動戰士V GUNDAM
- 機動武鬥傳G GUNDAM

#### SD GUNDAM G世代
1998年8月6日發售的PS遊戲是《SD鋼彈世代》的續作，內容從《GUNDAM》到《逆襲的夏亞》共有30幾個關卡，另外有包括《GUNDAMF91》、《鋼彈X》等多架鋼彈系列主角機登場。

##### 登場作品
| - 機動戰士GUNDAM - 機動戰士GUNDAM 第08MS小隊 - 機動戰士GUNDAM外傳系列 - 機動戰士GUNDAM0080 口袋裡的戰爭 - 機動戰士GUNDAM0083 星塵的回憶 - 機動戰士Z GUNDAM - 機動戰士GUNDAM ZZ - 機動戰士GUNDAM 逆襲的夏亞 - 機動戰士GUNDAM F91 - 機動戰士V GUNDAM - 機動武鬥傳G GUNDAM - 新機動戰記GUNDAM W - 機動新世紀GUNDAM X | - MOBILE SUIT VARIATION: MSV - MS-X - Ζ-MSV - ΖΖ-MSV - CCA-MSV - 機動戰士GUNDAM F90 - 新機動戰記GUNDAM W Endless Waltz - MS GENERATION - 機動戰士GUNDAM CROSS DIMENSION - 機動戰士GUNDAM 基連的野望 - GUNDAM THE BATTLE MASTER |

#### SD GUNDAM G世代-ZERO
1999年8月12日發售的PS遊戲，劇本上除了前作作品外，亦加入《VGUNDAM》的劇本有50幾個關卡。此外在其它模式收錄「平成三部曲」作品《GGUNDAM》、《GUNDAMW》和《GUNDAMX》及當時的新作品《∀GUNDAM》。由於本作以宇宙世紀為主軸，「平成三部曲」只收錄故事內的早期機體。如要使用神威鋼彈、飛翼GUNDAM零式、GUNDAMDX則要使用金手指，但沒有戰鬥動畫。

##### 登場作品
| - 機動戰士GUNDAM - 機動戰士GUNDAM I - 機動戰士GUNDAM II 哀戰士編 - 機動戰士GUNDAM III 相逢宇宙編 - 機動戰士Z GUNDAM - 機動戰士GUNDAM ZZ - 機動戰士V GUNDAM - 機動戰士GUNDAM 逆襲的夏亞 - 機動戰士GUNDAM F91 - 機動戰士GUNDAM0080 口袋裡的戰爭 - 機動戰士GUNDAM0083 星塵的回憶 - 機動戰士GUNDAM 第08MS小隊 - 機動武鬥傳G GUNDAM - 新機動戰記GUNDAM W - 機動新世紀GUNDAM X - MOBILE SUIT VARIATION: MSV | - MS-X - Ζ-MSV - ΖΖ-MSV - CCA-MSV - 機動戰士GUNDAM F90 - 機動戰士GUNDAM 影子方程式91 - 機動戰士GUNDAM Double Fake - GUNDAM前哨戰 - MS GENERATION - 模型狂四郎 - 新機動戰記GUNDAMW G-UNIT - ∀GUNDAM - 機動戰士GUNDAM CROSS DIMENSION - 機動戰士GUNDAM外傳系列 - GUNDAM THE BATTLE MASTER - 機動戰士GUNDAM 基連的野望 |

#### SD GUNDAM G世代-F
2000年8月3日發售。
加入了能自選劇本系統，收錄的劇本也由前作的只有初代《GUNDAM》至《V高達》增加到《高達X》（上集收錄的《G》、《W》、《X》不對應玩家進度），而且更收綠了DC所推出的另一個《一年戰爭外傳》（之前一直只收錄《蒼藍命運》）、《W》的《無盡的華爾茲》、《G-Unit》等等。
本作加入了兩個新系統：
改造
即機體改造系統，令機體在升至ACE級後在開發外的另一強化方式，但在改造過後的機體無法再開發，等級會換成改1-99。
黑歷史code
對應《G世代》卡牌上的密碼，只要有足夠的科技（炮台），便可以使用卡片上的密碼生產未登陸生產列表的機體，更包括該作最強的萬能key機（能與99%機體設計其成其他99%機體）——「鳳凰高達」。
而在收錄機體方面，除了由《初代》至《X》，包括前幾作未有登場過的「爆烈空中霸王高達」等機體外，更收錄了隱藏關卡《∀》中的幾乎全部機體，包括未能在隱藏關卡登場的「TURN-X」等。另外可以利用前作光碟放映前作的戰鬥電影。收錄部分《SD高達》系列遊戲舊作的原創機體，如「旋風高達」、「骰子高達」等……
光碟數是前作的2倍（前作ZERO 2片光碟），但4片中其中一片是對應WS版的光碟。

##### 登場作品
| - 機動戰士GUNDAM - 機動戰士GUNDAM I - 機動戰士GUNDAM II 哀戰士編 - 機動戰士GUNDAM III 相逢宇宙編 - 機動戰士GUNDAM 第08MS小隊 - 機動戰士GUNDAM外傳系列 - 機動戰士GUNDAM外傳 殖民地墮落之地 - 機動戰士GUNDAM0080 口袋裡的戰爭 - 機動戰士GUNDAM0083 星塵的回憶 - 機動戰士Z GUNDAM - GUNDAM前哨戰 - 機動戰士GUNDAM ZZ - 機動戰士GUNDAM 逆襲的夏亞 - 機動戰士GUNDAM 閃光的哈薩維 - 機動戰士GUNDAM F90 - 機動戰士GUNDAM 影子方程式91 - 機動戰士GUNDAM F91 - 機動戰士海盜GUNDAM - 機動戰士V GUNDAM - 機動武鬥傳G GUNDAM - 新機動戰記GUNDAM W - 新機動戰記GUNDAMW G-UNIT - 新機動戰記GUNDAM W Endless Waltz - 機動新世紀GUNDAM X - ∀GUNDAM | - 模型狂四郎 - MOBILE SUIT VARIATION: MSV - MS-X - Ζ-MSV - ΖΖ-MSV - 機動戰士GUNDAM Double Fake - CCA-MSV - 新機動戰記GUNDAM W BATTLEFIELD OF PACIFIST - SD GUNDAM G世代 GATHER BEAT - MS GENERATION - 機動戰士GUNDAM CROSS DIMENSION 0079 - GUNDAM THE BATTLE MASTER - 機動戰士GUNDAM 基連的野望 - GUNDAM WEAPONS - SDGUNDAM世界 扭蛋戰士 大混戰 - SDGUNDAMGX - SDGUNDAM英雄傳 - SDGUNDAM武者G世紀 - GUNDAM TACTICS MOBILITY FLEET0079 |

#### SD GUNDAM G世代-F.I.F
2001年5月2日發售，要搭配《G世代-F》玩的《G世代-F》補充資料片。
有原創關卡10關，另外有只能使用一機與電腦互鬥（事實上電腦自己也會互鬥）來拿特定OP的G-Fight，也可以買入專用機供本編使用，花錢提升原作人物能力。亦可以模擬兩機交戰（如只能在太空戰鬥的機與只能在陸地的機體在海底的夢幻對決）。

#### SD GUNDAM G世代 NEO
2002年11月28日發售的PS2遊戲，與重現原作的之前作品不同，本作有著類似《超級機器人大戰系列》的跨系列鋼彈互動發展的原創劇情。《SEED》系列也在此作中於本系列中初登場。

##### 登場作品
| - 機動戰士GUNDAM - 機動戰士GUNDAM 第08MS小隊 - 機動戰士GUNDAM0080 口袋裡的戰爭 - 機動戰士GUNDAM0083 星塵的回憶 - 機動戰士Z GUNDAM - 機動戰士GUNDAM ZZ - 機動戰士GUNDAM 逆襲的夏亞 - 機動戰士GUNDAM F91 - 機動戰士V GUNDAM - 機動武鬥傳G GUNDAM - 新機動戰記GUNDAM W - 機動新世紀GUNDAM X - ∀GUNDAM | - 模型狂四郎 - MOBILE SUIT VARIATION: MSV - GUNDAM前哨戰 - CCA-MSV - 機動戰士海盜GUNDAM - 新機動戰記GUNDAM W Endless Waltz - 機動戰士GUNDAM SEED - SD GUNDAM G世代 獨眼鋼彈 - SDGUNDAM英雄傳 |

#### SD GUNDAM G世代 SEED
2004年12月19日發售的PS2遊戲，主打《SEED》系列的《G世代》，而部份《SEED ASTRAY》也有登場，不過不包括《SEED MSV》及續作《SEED DESTINY》。

##### 登場作品
| - 機動戰士GUNDAM - 機動戰士GUNDAM 第08MS小隊 - 機動戰士GUNDAM0083 星塵的回憶 - 機動戰士Z GUNDAM - 機動戰士GUNDAM ZZ - 機動戰士GUNDAM 逆襲的夏亞 - 機動戰士V GUNDAM - 新機動戰記GUNDAM W Endless Waltz - 機動戰士GUNDAM SEED | - 模型狂四郎 - 機動戰士GUNDAM0080 口袋裡的戰爭 - MOBILE SUIT VARIATION: MSV - GUNDAM前哨戰 - CCA-MSV - 機動戰士GUNDAM F91 - 機動戰士海盜GUNDAM - 機動武鬥傳G GUNDAM - 新機動戰記GUNDAM W - 機動新世紀GUNDAM X - ∀GUNDAM - GUNDAM SEED MSV - 機動戰士GUNDAM SEED ASTRAY - SD GUNDAM G世代 獨眼鋼彈 - SDGUNDAM英雄傳 |

#### SD GUNDAM G世代 PORTABLE
2006年8月3日在PSP上发售的游戏，收录1133部机体、787个人物及70个关卡。部分系統上使用近似NEO系，但資料庫和畫面方面，除了《SEED》、《SEED DESTINY》及《SEED MSV》外只有極小量新作，其他均來自舊作《GGF》。
此作中，被取消的故事包括《蒼藍命運》、《GUNDAM前哨戰》、《GUNDAMW 無盡的華爾茲》及《G-Unit》等等。

##### 登場作品
| - 機動戰士GUNDAM（劇場版） - 機動戰士GUNDAM 第08MS小隊 - 機動戰士GUNDAM0080 口袋裡的戰爭 - 機動戰士GUNDAM0083 星塵的回憶 - 機動戰士Z GUNDAM - 機動戰士GUNDAM ZZ - 機動戰士GUNDAM 逆襲的夏亞 - 機動戰士GUNDAM F91 - 機動戰士V GUNDAM - 機動武鬥傳G GUNDAM - 新機動戰記GUNDAM W - 機動新世紀GUNDAM X - ∀GUNDAM - 機動戰士GUNDAM SEED - 機動戰士GUNDAM SEED DESTINY | - MSV - MS-X - M-MSV - 機動戰士GUNDAM外傳系列 - 機動戰士GUNDAM MS IGLOO - 1年戰爭秘錄 - - ADVANCE OF Ζ 提坦斯的旗下 - Ζ-MSV - GUNDAM前哨戰 - ΖΖ-MSV - CCA-MSV - 機動戰士GUNDAM 閃光的哈薩維 - 機動戰士GUNDAM F90 - 機動戰士海盜GUNDAM - 新機動戰記GUNDAM W Endless Waltz - 機動戰士GUNDAM SEED ASTRAY - 機動戰士GUNDAM SEED X ASTRAY - GUNDAM WEAPONS - SDGUNDAM世界 扭蛋戰士 大混戰 - SDGUNDAMGX - 機動戰士GUNDAM 基連的野望 - 機動戰士GUNDAM CROSS DIMENSION 0079 - GUNDAM TACTICS MOBILITY FLEET0079 |

#### SD GUNDAM G世代 戰魂
2007年11月29日發售的PS2遊戲，特色主要圍繞宇宙世紀系列作品和大型戰艦單位，隱藏機體為正史（UC）的「∀高達」。開發系統上，玩家一方的機體廢除了ACE等級，開發系統由升至ACE等級才可以開發，變為每部機體在不同等級可開發不同的機體（等級比較高才可以開發更強機體）。

##### 登場作品
| - 機動戰士GUNDAM（劇場特別版） - 機動戰士GUNDAM 第08MS小隊 - 機動戰士GUNDAM MS IGLOO - 機動戰士GUNDAM MS IGLOO - 1年戰爭秘錄 - - 機動戰士GUNDAM MS IGLOO - 默示錄0079 - - 機動戰士GUNDAM外傳 蒼藍命運 - 機動戰士GUNDAM戰記 Lost War Chronicles - 機動戰士GUNDAM外傳 宇宙、閃光的盡頭… - 機動戰士GUNDAM 0080 口袋裡的戰爭 - 機動戰士GUNDAM0083 星塵的回憶 - 機動戰士GUNDAM0083 星塵的回憶 宇宙之蜉蝣 - 機動戰士Z GUNDAM（劇場版） - 機動戰士GUNDAM ZZ - 機動戰士GUNDAM 逆襲的夏亞 - 機動戰士GUNDAM 閃光的哈薩維 - 機動戰士GUNDAM F90 - 機動戰士GUNDAM 影子方程式91 - 機動戰士GUNDAM F91 - 機動戰士海盜GUNDAM - 機動戰士海盜GUNDAM 骷髏之心 - 機動戰士V GUNDAM | - MSV - MS-X - 機動戰士GUNDAM外傳 殖民地墮落之地 - 自護前線 機動戰士GUNDAM 0079 - ADVANCE OF Ζ 提坦斯的旗下 - Z-MSV - GUNDAM前哨戰 - CCA-MSV - 機動戰士海盜GUNDAM 鋼鐵之七人 - GUNDAM WEAPONS - SDGUNDAM世界 扭蛋戰士 大混戰 - SDGUNDAMGX - 機動戰士GUNDAM 基連的野望 - 機動戰士GUNDAM CROSS DIMENSION 0079 獻給卦死者們的祈禱 - GUNDAM TACTICS MOBILITY FLEET0079 - 機動戰士GUNDAM 戰場之絆 - ∀GUNDAM（只有「System-∀99 ∀GUNDAM」作為最終頭目登場） |

#### SD GUNDAM G世代 世紀戰役
2009年8月6日 發售的Wii/PS2遊戲，一如以往地将加入更多的参战作品，如TV动画《高达00》；除引入前作的大型战舰单位外，还加入名为“War Break”的新系统，制作方称其将令系列得到惊人的进化。

##### 登場作品
| - 機動戰士GUNDAM（劇場特別版） - 機動戰士GUNDAM 第08MS小隊 - 機動戰士GUNDAM0080 口袋裡的戰爭 - 機動戰士GUNDAM0083 星塵的回憶 - 機動戰士ZGUNDAM（劇場版） - 機動戰士GUNDAM ZZ - 機動戰士GUNDAM 逆襲的夏亞 - 機動戰士GUNDAM F91 - 機動戰士V GUNDAM - 機動武鬥傳G GUNDAM - 新機動戰記GUNDAM W - 新機動戰記GUNDAM W Endless Waltz - 機動新世紀GUNDAM X - ∀GUNDAM - 機動戰士GUNDAM SEED - 機動戰士GUNDAM SEED DESTINY - 機動戰士GUNDAM SEED C.E.73 STARGAZER - 機動戰士GUNDAM 00 | - 機動戰士GUNDAM MS IGLOO - 機動戰士GUNDAM MS IGLOO - 1年戰爭秘錄 - - 機動戰士GUNDAM MS IGLOO - 默示錄0079 - - 機動戰士GUNDAM外傳 蒼藍命運 - 機動戰士GUNDAM外傳 宇宙、閃光的盡頭… - 自護前線 機動戰士GUNDAM 0079 - ADVANCE OF Ζ 提坦斯的旗下 - GUNDAM前哨戰 - 機動戰士GUNDAM 閃光的哈薩維 - 機動戰士GUNDAM F90 - 機動戰士GUNDAM 影子方程式91 - 機動戰士海盜GUNDAM - 機動戰士海盜GUNDAM 骷髏之心 - 機動戰士海盜GUNDAM 鋼鐵之七人 - MSV - MS-X - Z-MSV - CCA-MSV - SDGUNDAM世界 扭蛋戰士 大混戰 - SDGUNDAMGX - 機動戰士GUNDAM CROSS DIMENSION 0079 獻給卦死者們的祈禱 - 機動戰士GUNDAM 戰場之絆 |

#### SD GUNDAM G世代 新世界
2011年2月24日在PSP及Wii上推出的遊戲。是集合至今“机动战士高达”作品的策略角色扮演游戏《SD高达G世代》系列作，一如以往地将加入更多的参战作品，如刚完结的TV动画《高达00》、《高达UC》；除引入前作的大型战舰单位外，还加入名为“Generation Break”的新系统，制作方称其将令系列得到惊人的进化。

##### 登場作品
| - 機動戰士GUNDAM（劇場特別版） - MSV - MS-X - 機動戰士GUNDAM 第08MS小隊 - 機動戰士GUNDAM MS IGLOO - 機動戰士GUNDAM MS IGLOO - 1年戰爭秘錄 - - 機動戰士GUNDAM MS IGLOO - 默示錄0079 - - 機動戰士GUNDAM外傳 蒼藍命運 - 自護前線 機動戰士GUNDAM 0079 - 機動戰士GUNDAM外傳 宇宙、閃光的盡頭… - 機動戰士GUNDAM0080 口袋裡的戰爭 - 機動戰士GUNDAM戰記 BATTLEFIELD RECORD U.C.0081 - 機動戰士GUNDAM0083 星塵的回憶 - ADVANCE OF Ζ 提坦斯的旗下 - 機動戰士Z GUNDAM（劇場版） - Z-MSV - GUNDAM前哨戰 - 機動戰士GUNDAM ZZ - 機動戰士GUNDAM 逆襲的夏亞 - CCA-MSV - M-MSV - 機動戰士GUNDAM UC - 機動戰士GUNDAM 閃光的哈薩維 - 機動戰士GUNDAM F90 - 機動戰士GUNDAM 影子方程式91 - 機動戰士GUNDAM F91 - F91-MSV | - 機動戰士海盜GUNDAM - 機動戰士海盜GUNDAM 骷髏之心 - 機動戰士海盜GUNDAM 鋼鐵之七人 - 機動戰士VGUNDAM - 機動武鬥傳G GUNDAM - 新機動戰記GUNDAM W - 新機動戰記GUNDAM W Endless Waltz - 機動新世紀GUNDAM X - ∀GUNDAM - 機動戰士GUNDAM SEED - 機動戰士GUNDAM SEED ASTRAY - 機動戰士GUNDAM SEED X ASTRAY - 機動戰士GUNDAM SEED DESTINY - 機動戰士GUNDAM SEED C.E.73 STARGAZER - 機動戰士GUNDAM 00 - 劇場版 機動戰士GUNDAM 00 -A wakening of the Trailblazer- - SDGUNDAM世界 扭蛋戰士 大混戰 - SDGUNDAMGX - 機動戰士GUNDAM 基連的野望 - 機動戰士GUNDAM CROSS DIMENSION 0079 獻給卦死者們的祈禱 - 機動戰士GUNDAM 戰場之絆 - SD GUNDAM三國傳 BraveBattleWarriors |

#### SD GUNDAM G世代 3D
2011年12月22日在3DS上推出的遊戲。是首次在該平台推出的G世代作品，並新加入作品《鋼彈AGE》。

##### 登場作品
| - 機動戰士GUNDAM（劇場特別版） - 機動戰士GUNDAM 第08MS小隊 - 機動戰士GUNDAM0080 口袋裡的戰爭 - 機動戰士GUNDAM0083 星塵的回憶 - 機動戰士Z GUNDAM（劇場版） - 機動戰士GUNDAM ZZ - 機動戰士GUNDAM 逆襲的夏亞 - 機動戰士GUNDAM UC - 機動戰士GUNDAM F91 - 機動戰士海盜GUNDAM - 機動戰士V GUNDAM | - 機動武鬥傳G GUNDAM - 新機動戰記GUNDAM W - 新機動戰記GUNDAM W Endless Waltz - 機動新世紀GUNDAM X - ∀GUNDAM - 機動戰士GUNDAM SEED - 機動戰士GUNDAM SEED DESTINY - 機動戰士GUNDAM SEED C.E.73 STARGAZER - 機動戰士GUNDAM 00 - 劇場版 機動戰士GUNDAM 00 -A wakening of the Trailblazer- - 模型戰士GUNDAM模型製作家 起始G - 機動戰士GUNDAM AGE（註：只有第1部的人物和機體參戰。） |

#### SD GUNDAM G世代 超越世界
2012年9月27日在PSP上推出的遊戲，為《G世代 新世界》之續作。本作收錄本傳及大量外傳機體，數量在當時堪稱是系列之最，但也正因如此，基於光碟容量限制，故事模式較為零碎。

##### 登場作品
| - 機動戰士GUNDAM（劇場特別版） - MSV - MS-X - 機動戰士GUNDAM 第08MS小隊 - 機動戰士GUNDAM MS IGLOO - 機動戰士GUNDAM MS IGLOO - 1年戰爭秘錄 - - 機動戰士GUNDAM MS IGLOO - 默示錄0079 - - 機動戰士GUNDAM MS IGLOO2 -重力戰線- - 機動戰士GUNDAM外傳 蒼藍命運 - 機動戰士GUNDAM外傳 宇宙、閃光的盡頭… - 自護前線 機動戰士GUNDAM 0079 - 機動戰士GUNDAM0080 口袋裡的戰爭 - 機動戰士GUNDAM戰記 BATTLEFIELD RECORD U.C.0081 - 機動戰士GUNDAM0083 星塵的回憶 - ADVANCE OF Ζ 泰坦斯的旗下 - 機動戰士Z GUNDAM - 機動戰士Z GUNDAM（劇場版） - Ζ-MSV - GUNDAM前哨戰 - 機動戰士GUNDAM ZZ - 機動戰士GUNDAM 逆襲的夏亞 - CCA-MSV - M-MSV - 機動戰士GUNDAM UC - 機動戰士GUNDAM UC-MSV - 機動戰士GUNDAM 閃光的哈薩維 - 機動戰士GUNDAM F90 - 機動戰士GUNDAM 影子方程式91 - 機動戰士GUNDAM F91 - F91-MSV | - 機動戰士海盜GUNDAM - 機動戰士海盜GUNDAM 骷髏之心 - 機動戰士海盜GUNDAM 鋼鐵之七人 - 機動戰士VGUNDAM - 機動武鬥傳G GUNDAM - 新機動戰記GUNDAM W - 新機動戰記GUNDAM W Endless Waltz - 新機動戰記GUNDAMW G-UNIT - 機動新世紀GUNDAM X - ∀GUNDAM - 機動戰士GUNDAM SEED - SEED-MSV - 機動戰士GUNDAM SEED ASTRAY - 機動戰士GUNDAM SEED X ASTRAY - 機動戰士GUNDAM SEED DESTINY - SEED DESTINY-MSV - 機動戰士GUNDAM SEED C.E.73 STARGAZER - 機動戰士GUNDAM 00 - 劇場版 機動戰士GUNDAM 00 -A wakening of the Trailblazer- - 機動戰士GUNDAM 00外傳 - 機動戰士GUNDAM 00P - 機動戰士GUNDAM 00F - 機動戰士GUNDAM 00V - 機動戰士GUNDAM AGE - 模型戰士GUNDAM模型製作家 起始G - 機動戰士高達 幽靈子彈 - SDGUNDAM世界 扭蛋戰士 大混戰 - SDGUNDAMGX - 機動戰士GUNDAM 基連的野望 - 機動戰士GUNDAM CROSS DIMENSION 0079 獻給卦死者們的祈禱 - 其他GUNDAM遊戲作品 |

#### SD GUNDAM G世代 創世
2016年11月22日在PS4以及PS Vita平台發售，官方取消推出PS3平台以及收錄作品只到《機動戰士高達UC》。由於本作容量較大，所以PSV會有兩枚遊戲卡作遊玩。本作標題主打「傳承靈魂、回歸全新原點」，為配合高達遊戲30周年的紀念作品之一。此外，本作是官方首次釋出繁體中文版，讓玩家能對背景故事有更深入的了解。同時本作也是系列作中首次透過DLC追加登場作品及其他附加內容。

##### 登場作品
| - 機動戰士GUNDAM（包括劇場特別版） - MSV - MS-X - M-MSV - MSV-R - 機動戰士GUNDAM MS IGLOO - 機動戰士GUNDAM MS IGLOO - 1年戰爭秘錄 - - 機動戰士GUNDAM MS IGLOO - 默示錄0079 - - 機動戰士GUNDAM MS IGLOO2 -重力戰線- - 機動戰士GUNDAM 第08MS小隊 - 機動戰士GUNDAM外傳 蒼藍命運 - 機動戰士GUNDAM外傳 殖民地墮落之地 - 自護前線 機動戰士GUNDAM 0079 - 機動戰士GUNDAM 相逢宇宙 - 機動戰士GUNDAM外傳 宇宙、閃光的盡頭… - 機動戰士GUNDAM戰記 Lost War Chronicles - 機動戰士GUNDAM戰記 BATTLEFIELD RECORD U.C.0081 - 機動戰士GUNDAM外傳 Missing Link - 機動戰士GUNDAM CROSS DIMENSION 0079 - GUNDAM和聲 - 機動戰士高達 戰場之絆 - 機動戰士高達 基連的野望 - 機動戰士GUNDAM0080 口袋裡的戰爭 - 機動戰士GUNDAM0083 星塵的回憶 | - 機動戰士GUNDAM 幽靈子彈 - 機動戰士Z GUNDAM - 機動戰士Z GUNDAM劇場版 - Z-MSV - ADVANCE OF Ζ 提坦斯的旗下 - GUNDAM前哨戰 - 機動戰士GUNDAM ZZ - 機動戰士GUNDAM 逆襲的夏亞 - CCA-MSV - 機動戰士GUNDAM UC - 機動戰士GUNDAM UC-MSV - 機動戰士GUNDAM 閃光的哈薩維（DLC） - GUNDAM G之复国运动（只有「YG-111 G-SELF完全背包」作為隱藏機登場） - 機動戰士GUNDAM THE ORIGIN（2016年12月DLC追加） - 機動戰士GUNDAM 鐵血孤兒（只有機體「天狼型獵魔鋼彈」，2016年12月DLC追加） - GUNDAM創戰者TRY（2017年2月DLC追加） - 機動戰士GUNDAM C.D.A.年輕彗星的肖像（2017年2月DLC追加） - 機動戰士GUNDAM 雷霆宙域戰線（2017年2月DLC追加） - ∀GUNDAM（只有「System-∀99 ∀GUNDAM」作為最終頭目登場） - SDGUNDAMGX - SDGUNDAM世界 扭蛋戰士 大混戰 - 其他高達系列作品 |

#### SD GUNDAM G世代 火線縱橫
2021年3月25日在PS4、Nintendo Switch以及Steam平台發售。相較於前作以UC紀元為主題，本作主打《W》、《SEED》、《00》以及首次登場的《鐵血的孤兒》等四部作品，故事模式為該作品本傳和外傳劇情。遊戲系統方面，除了傳統的戰艦單位以外，本作新加入游擊團隊，可組成沒有戰艦只有機體的隊伍。另外也加入了「派遣任務」系統，可指派任務給待機中的單位，並於一段時間後，藉由完成任務取得獎勵。

##### 登場作品
| - 機動武鬥傳G GUNDAM（DLC） - 新機動戰記GUNDAM W - 新機動戰記GUNDAM W G-UNIT - 新機動戰記GUNDAM W BATTLEFIELD OF PACIFIST - 新機動戰記GUNDAM W Endless Waltz 敗者們的榮耀 - 新機動戰記GUNDAM W Endless Waltz - 機動新世紀GUNDAM X（DLC） - 機動新世紀GUNDAM X NEXT PROLOGUE（DLC） - ∀GUNDAM（DLC） - 機動戰士GUNDAM SEED - 機動戰士GUNDAM SEED MSV - 機動戰士GUNDAM SEED ASTRAY - 機動戰士GUNDAM SEED ASTRAY R - 機動戰士GUNDAM SEED ASTRAY B - 機動戰士GUNDAM SEED X ASTRAY - 機動戰士GUNDAM SEED DESTINY - 機動戰士GUNDAM SEED DESTINY-MSV - 機動戰士GUNDAM SEED DESTINY ASTRAY - 機動戰士GUNDAM SEED C.E.73 STARGAZER - 機動戰士GUNDAM SEED C.E.73 ΔASTRAY - 機動戰士GUNDAM SEED FRAME ASTRAYS - 機動戰士GUNDAM SEED VS ASTRAY - 機動戰士GUNDAM SEED DESTINY ASTRAY R - 機動戰士GUNDAM SEED DESTINY ASTRAY B - 機動戰士GUNDAM SEED ASTRAY 天空皇女（DLC，只有機體） - X42S-REVOLUTION（命運高達海涅機出處，沒列入作品列表） | - 機動戰士GUNDAM 00 - 機動戰士GUNDAM 00P - 機動戰士GUNDAM 00F - 機動戰士GUNDAM 00I - 機動戰士GUNDAM 00V - 機動戰士GUNDAM 00V戰記 - 劇場版 機動戰士GUNDAM 00 -A wakening of the Trailblazer- - 機動戰士GUNDAM 00I 2314 - 機動戰士GUNDAM AGE（DLC） - GUNDAM G之复国运动（DLC） - 機動戰士GUNDAM 鐵血孤兒 - 機動戰士GUNDAM 鐵血孤兒 月鋼 - 高達創戰者（只有機體） - （只有機體） - SD高達外傳 捷古自護篇（最終頭目） - SDGUNDAMGX - SD高達G世代 獨眼高達（DLC） |

### Vanguard系列

#### SD GUNDAM G世代 GATHER BEAT
2000年7月13日在WonderSwan上推出的遊戲。
整個掌機系列，除了在PSP登場的2個版本以外，開發系統變成只能使用特定零件加在特定機體開發成新機體，大部分機體亦無法直接購買，只能以開發才能得到新機體（包括已經有的同類機體）。
另外，在捕獲系統方面，由擊破戰艦改為以三組或以上小隊圍捕沒有小隊的敵機（戰艦不能捕獲，但計算為為圍捕小隊），另外戰艦亦只能透過故事進度入手。
小隊系統則是以最多三機為一小隊（部分大型機只能組一普通機，甚至不能組隊），攻擊次序為：攻擊方射擊->守方射擊->攻方格鬥->守方格鬥。另外本作取消了地圖兵器，取而代之的射擊指令是能以一機同時攻擊敵方一小隊而不會被還擊。除了部分遠攻武器外，包括射擊系武器只能在貼近對手時攻擊。
另外，整個系列中，能開發的大部分只有UC系列的機體，而非UC系列的如《G》、《W》、《X》、《SEED》等大多都只能以捕獲或依照故事進度加入。

#### SD GUNDAM G世代 GATHER BEAT 2
2001年6月12日在WonderSwan Color上推出的遊戲。

#### SD GUNDAM G世代 獨眼GUNDAM
2002年9月26日在WonderSwan Crystal上推出的遊戲，劇情從初代高達橫跨到機動戰士Z高達，或是隨著玩家選擇路線而進入機動戰士高達ZZ的劇情。主角是原創角色齊格菲·維特納（シグ・ウェドナー），其他原創角色還有、等。本作亦延續了前作《GATHER BEAT》和《GATHER BEAT 2》的遊戲系統，並且罕見地以自護公國的視角展開故事。此外，前作《GATHER BEAT 2》的機體升級系統用的零件以及機體開發系譜亦被重新編排，並且被後來的《ADVANCE》和《DS》等作品所採納。對於前作“格鬥武器比射擊武器的傷害還要高”的設定進行了修改，變成了“射擊武器傷害較高且可先發製人但命中率較低，而格鬥武器相對的有著高命中率”的設定，並被後來的作品繼續沿用這套系統。此外除了機體人物的圖鑑外亦收錄了遊戲BGM和發生過的特殊遊戲事件，可以在通關後進行重溫閱覽。

#### SD GUNDAM G世代 ADVANCE
2003年11月27日在GBA上發售的遊戲，主線是一年战争跟《SEED》。
由于机体及卡帶容量本身限制，很多机体和机师并未出场，像《GUNDAMW》里面的5人只剩下，还有《SEED》只剩下基拉、卡嘉蓮和阿斯蘭等等。部分动画是重复的，且部分机体的表现比较让人失望，像VGUNDAM。但是总体而言音乐动画表現和可玩性都很高，戰鬥畫面也是首次變成45度角。

#### SD GUNDAM G世代 DS
2005年5月26日在NDS上發售的遊戲系列第一彈，劇情主軸在吉翁開始，算是在《G世代》少見的劇情表現。
實際上，本作的故事內容為《獨眼高達》的再編，以吉翁軍的角度重新作描寫。與《獨眼高達》一作不同，本作並沒有明確的主角存在，除了《獨眼高達》有登場的齊格菲·維特納（シグ・ウェドナー）等角色外，本作還有新的原創少女角色、和與外貌完全相同的、登場。此外，本作的故事流程可分為三條路線，分別為宇宙世紀路線、平成高達路線、和隱藏的敵軍路線（以通常時為敵軍的角色的視點進行攻略）。
與《G世代 ADVANCE》一樣，因容量問題，以致參戰作品中很多主要機體和機師均沒有登場。但另一方面，因著上述由吉翁側開始、各《G世代》作的參加、奇特的故事展開（特別是終章的時候）等，使本作成為歷代中尤其受歡迎的一作。在之後推出的《CROSS DRIVE》發售後的一段時間內，本作在二手商店的賣值比該作還要高。

#### SD GUNDAM G世代 CROSS DRIVE
2007年8月9日在NDS發售的系列第二彈，收錄合計120個關卡，為NDS《G世代》系列之冠。
系統上改變了以下幾點：
戰艦
無法搭載機體，只能使用補血指令回複友軍，也並非必須出擊。
小隊
直接以最大4機的小隊出擊。
開發
部分機體須等級足夠配上部件才可以轉換成新機體，開發後即使未有機體變化也會有經驗值增加。不同改造技師會影響機體性能。另外能開發的機體大增，包括《SEED》、《SEED DESTINY》、《W》等非UC系列機體都能開發，而且不像前幾作，一些終極級機體（如「攻擊自由鋼彈」、「飛翼鋼彈零式（EW版）」）也可以直接開發。另外開發當中有機會隨機增加特殊部分。
操控以觸控移動機體位置來決定使用的武器，特定機師加上特定機體及武器更可使出Cross Drive組合技（與一般的分別是能攻擊對方整個小隊）。首次收錄了《SEED DESTINY》外傳《STARGAZER》。
此作中能開發的機體有：UC系列、《SEED》系列、《SEED DENSITY》系列、《W》系列、《SEED C.E.73 STARGAZER》中大部分機體及《SEED X ASTRAY》。
此作中不能開發的機體包括《G高達》系列、《高達X》系列、《SEED ASTRAY》的ASTRAY紅藍二機及觀星者高達。

### PC系列
- SD GUNDAM G世代-DA

### 手遊系列
- SD GUNDAM G世代 新天地（SDガンダム GGENERATION FRONTIER）

2013年3月9日於IOS/Android推出的G世代系列遊戲，現已停運。
- SD GUNDAM G世代 革命（SDガンダム GGENERATION RE）
- SD GUNDAM G世代 永恆（SDガンダム GGENERATION ETERNAL）

## 外部連結
- SD Gundam GGENERATION 官方網站（页面存档备份，存于）（日語）
- SD Gundam GGENERATION（页面存档备份，存于）（日語）
- SD Gundam GGENERATION-ZERO（页面存档备份，存于）（日語）
- SD Gundam GGENERATION-F.IF（页面存档备份，存于）（日語）
- SD Gundam GGENERATION NEO（页面存档备份，存于）（日語）
- SD Gundam GGENERATION SEED（页面存档备份，存于）（日語）
- SD Gundam GGENERATION PORTABLE（日語）
- SD Gundam GGENERATION SPIRITS（页面存档备份，存于）（日語）
- SD Gundam GGENERATION WARS（页面存档备份，存于）（日語）
- SD Gundam GGENERATION WORLD（页面存档备份，存于）（日語）
- SD Gundam GGENERATION 3D（页面存档备份，存于）（日語）
- SD Gundam GGENERATION OVER WORLD（页面存档备份，存于）（日語）
- SD Gundam GGENERATION GATHER BEAT（页面存档备份，存于）（日語）
- SD Gundam GGENERATION GATHER BEAT 2（页面存档备份，存于）（日語）
- SD Gundam GGENERATION 獨眼高達（页面存档备份，存于）（日語）
- SD Gundam GGENERATION ADVANCE（页面存档备份，存于）（日語）
- SD Gundam GGENERATION DS（页面存档备份，存于）（日語）
- SD Gundam GGENERATION CROSS DRIVE（页面存档备份，存于）（日語）
- SD Gundam GGENERATION-DA（页面存档备份，存于）（日語）
- SD Gundam GGENERATION GENESIS（页面存档备份，存于）（日語）
- SD Gundam GGENERATION CROSS RAYS（页面存档备份，存于）（日語）
- SD GUNDAM G世代 永恆（繁體中文）（日語）（英文）